# Aderus multinotatus
Aderus multinotatus es una especie de coleóptero de la familia Aderidae. Fue descrita científicamente por Maurice Pic en 1920.

## Distribución geográfica
Habita en el archipiélago Guadalupe.